# Lars-Erik Schütz
Lars-Erik Schütz (* 24. Oktober 1992 in Duisburg) ist ein deutscher Autor.
Schütz hat im Alter von 17 Jahren seinen ersten Roman als Hörbuch veröffentlicht. 2012 folgten zwei Romane.
Er studiert Kommunikations- und Medienwissenschaft an der Heinrich-Heine-Universität Düsseldorf und arbeitet nebenberuflich im Online-Marketing eines Düsseldorfer Internetunternehmens.

## Romane
- Der Mosaikleger, Kurzroman, Hamburg 2012, ISBN 978-3-941570-06-1
- Pestland, Hamburg 2013, ISBN 978-3-86282-170-9

Grall-und-Wyler-Thriller
1. Der Alphabetmörder, Ullstein Verlag 2018, ISBN 978-3-54828-930-4
2. Rapunzel, mein, Ullstein Verlag 2019, ISBN 978-3-548-29175-8
3. Rache, auf ewig, Ullstein Verlag 2020, ISBN 978-3-548-06199-3
4. Angstrichter, Ullstein Verlag 2021, ISBN 978-3-548-06200-6

Hörbuch
- Nexus – Der Tod sei mit dir, Action Verlag 2010